# Arquidiócesis de Parakou
La arquidiócesis de Parakou (en latín: Archidioecesis Parakuensis y en francés: Archidiocèse de Parakou) es una circunscripción eclesiástica de la Iglesia católica en Benín. Se trata de una arquidiócesis latina, sede metropolitana de la provincia eclesiástica de Parakou. Desde el 14 de junio de 2011 su arzobispo es Pascal N'Koué.

## Territorio y organización
La arquidiócesis tiene 9259 km² y extiende su jurisdicción sobre los fieles católicos de rito latino residentes en las comunas de Parakou y de Tchaourou en el de departamento de Borgou.
La sede de la arquidiócesis se encuentra en la ciudad de Parakou, en donde se halla la Catedral de San Pedro y San Pablo.
La arquidiócesis tiene como sufragáneas a las diócesis de: Djougou, Kandi, Natitingou y N'Dali.
En 2021 en la arquidiócesis existían 30 parroquias.

## Historia
La prefectura apostólica de Parakou fue erigida el 13 de mayo de 1948 con la bula Evangelizationis operi del papa Pío XII, derivando el territorio de la prefectura apostólica de Niamey (hoy arquidiócesis de Niamey).
El 10 de febrero de 1964 cedió una parte de su territorio para la erección de la diócesis de Natitingou mediante la bula Ne latius pateret y al mismo tiempo fue elevada a diócesis con la bula Africa terra del papa Pablo VI. La diócesis era sufragánea de la arquidiócesis de Cotonú.
El 19 de diciembre de 1994 cedió otra porción de su territorio para la erección de la diócesis de Kandi mediante la bula In apparando bismillesimo anno del papa Juan Pablo II.
El 16 de octubre de 1997 la diócesis fue elevada a arquidiócesis metropolitana con la bula Successoris Petri del papa Juan Pablo II.
El 22 de diciembre de 1999 cedió otra porción de su territorio para la erección de la diócesis de N'Dali mediante la bula Ubi catholica fides del papa Juan Pablo II.

## Estadísticas
Según el Anuario Pontificio 2022 la arquidiócesis tenía a fines de 2021 un total de 123 721 fieles bautizados.
| Año                                                                             | Población            | Población | Población      | Sacerdotes | Sacerdotes    | Sacerdotes    | Bautizados por sacerdote | Diáconos permanentes | Religiosos | Religiosos | Parroquias |
| Año                                                                             | Bautizados católicos | Total     | % de católicos | Total      | Clero secular | Clero regular | Bautizados por sacerdote | Diáconos permanentes | Varones    | Mujeres    | Parroquias |
| ------------------------------------------------------------------------------- | -------------------- | --------- | -------------- | ---------- | ------------- | ------------- | ------------------------ | -------------------- | ---------- | ---------- | ---------- |
| 1950                                                                            | 3859                 | 451 060   | 0.9            | 17         | 17            |               | 227                      |                      |            | 14         | 10         |
| 1970                                                                            | 10 454               | 317 000   | 3.3            | 20         | 1             | 19            | 522                      |                      | 21         | 30         |            |
| 1980                                                                            | 18 840               | 483 000   | 3.9            | 20         | 6             | 14            | 942                      |                      | 18         | 24         | 16         |
| 1990                                                                            | 42 686               | 621 630   | 6.9            | 45         | 17            | 28            | 948                      |                      | 35         | 85         | 17         |
| 1999                                                                            | 62 577               | 637 225   | 9.8            | 47         | 21            | 26            | 1331                     |                      | 50         | 116        | 15         |
| 2000                                                                            | 59 233               | 227 490   | 26.0           | 31         | 17            | 14            | 1910                     |                      | 30         | 85         | 8          |
| 2001                                                                            | 62 207               | 308 526   | 20.2           | 36         | 19            | 17            | 1727                     |                      | 42         | 63         | 8          |
| 2004                                                                            | 68 477               | 334 288   | 20.5           | 40         | 20            | 20            | 1711                     |                      | 42         | 117        | 7          |
| 2010                                                                            | 184 000              | 398 000   | 46.2           | 48         | 34            | 14            | 3833                     |                      | 37         | 66         | 14         |
| 2013                                                                            | 202 000              | 438 000   | 46.1           | 68         | 46            | 22            | 2970                     |                      | 72         | 121        | 17         |
| 2016                                                                            | 207 400              | 438 500   | 47.3           | 73         | 52            | 21            | 2841                     |                      | 52         | 162        | 23         |
| 2019                                                                            | 103 860              | 459 800   | 22.6           | 73         | 50            | 23            | 1422                     |                      | 48         | 165        | 26         |
| 2021                                                                            | 123 721              | 503 960   | 24.5           | 74         | 51            | 23            | 1671                     |                      | 53         | 141        | 30         |
| Fuente: Catholic-Hierarchy, que a su vez toma los datos del Anuario Pontificio. |                      |           |                |            |               |               |                          |                      |            |            |            |

## Episcopologio
- François Faroud, S.M.A. † (21 de mayo de 1948-1956 renunció)
- Robert Chopard-Lallier, S.M.A. † (4 de enero de 1957-1962 renunció)
- André van den Bronk, S.M.A. † (13 de febrero de 1962-29 de septiembre de 1975 renunció)
- Nestor Assogba † (10 de abril de 1976-29 de octubre de 1999 nombrado arzobispo de Cotonú)
- Fidèle Agbatchi (14 de abril de 2000-3 de noviembre de 2010 renunció)
- Pascal N'Koué, desde el 14 de junio de 2011